# Deviationsundersøgelse
En deviationsundersøgelse er en undersøgelse, der efterprøver, hvorvidt der er uoverensstemmelse mellem et kompas' deviation og den reelle deviation.

## Metode
Deviationsundersøgelse ved omsvajning er en metode, hvor deviationen bestemmes på kurser, som befinder sig på eksempelvis 10˚-20˚ fra hinanden. Ved omsvajning fortøjes skibet med et for- og et agterspring til en omsvajningspæl. Ideen er, at man lader skibet stævne kurser 10˚-20˚ fra hinanden. Når skibet ligger støt på en ønsket kurs, sammenholdes en pejling misvisende til et fast punkt langt væk, med en pejling retvisende (opmålt i søkortet), til det tilsvarende punkt. Jo længere afstand til det pejlede punkt, jo mindre forandres misvingen. 
For hver pejling noteres den styrede kurs fra kompasset som devierende pejling. Deviationen for hver kurs kan udledes af den devierende pejling og den misvisende pejling. Når en omsvajning er blevet foretaget fra 000˚ og hele vejen rundt og deviationerne er noteret i en tabel kan man aflæse deviationen på en given styret kurs. For kurser mellem de nedskrevne (fra eksempelvis 10˚-20˚ ) findes deviationen vha. interpolation. 

## Hyppighed
Mindst en gang årligt bør der foretages en deviationskontrol. Ændringer i et skibs magnetfelt vil være afgørende for deviationen, så der bør foretages deviationsundersøgelse oftest muligt da der højst sandsynligt kan herske uoverensstemmelse mellem kompassets deviation og den af deviationstabellens fremgående deviation, på en styret kurs.

## Forberedelse
Inden omsvajningen igangsættes, bør alt, der kan have magnetisk indvirken på kompasset, flyttes langt væk fra kompasset. 
Har skibet lige lastet materiale som jern eller andet af magnetisk betydning, bør det foretage en omsvajning umiddelbart efter afgang fra havn.
Hvis et skib har ligget på samme kurs i en længere periode (eksempelvis oplagt på dok) bør det stævne modsat kurs i noget tid. Supplerende lader man skibet gennemryste ved at lade maskinen gå skiftevist frem og bak på fuld kraft,